# Metopius maruyamensis
Metopius maruyamensis är en stekelart som beskrevs av Tohru Uchida 1930. Metopius maruyamensis ingår i släktet Metopius och familjen brokparasitsteklar. Inga underarter finns listade i Catalogue of Life.